# 清見村立夏厩中学校
清見村立夏厩中学校（きよみそんりつ なつまやちゅうがっこう）は、岐阜県大野郡清見村（現・高山市）に存在した公立中学校。

## 概要
- 清見村西部の中学校であった。夏厩小学校に併設され、夏厩小中学校とも称した。1963年、清見村の5つの中学校（池本中・夏厩中・大原中・福寄中・牧ヶ洞中）を統合し、清見中学校の開校により廃校。

## 沿革
- 1947年（昭和22年）4月 - 清見村立夏厩中学校として開校。夏厩小学校に併設。
- 1952年（昭和27年）9月 - 中学校校舎が完成。
- 1953年（昭和28年）
  - 4月3日 - 火災により校舎を全焼する。
  - 11月1日 - 校舎を再建する。
- 1963年（昭和38年）4月1日 - 清見村の5つの中学校が統合され、清見中学校が開校。名目上の統合であり、夏厩中学校は清見中学校夏厩教室となる。
- 1964年（昭和39年）11月19日 - 清見中学校の校舎が完成し、開校式が行われる。同時に夏厩教室は廃止。